# Microstylum cinctum
Microstylum cinctum är en tvåvingeart som beskrevs av Stanley Willard Bromley 1931. Microstylum cinctum ingår i släktet Microstylum och familjen rovflugor.
Artens utbredningsområde är Madagaskar. Inga underarter finns listade i Catalogue of Life.